# 綠雙線䲁
綠雙線䲁（學名：Enneapterygius pallidus），為輻鰭魚綱䲁形目三鰭䲁科雙線䲁屬的一個種，分布於西印度洋紅海海域，深度0至5公尺，本魚體型小呈圓柱狀，眼眶上具有觸鬚，頸背無觸鬚，側線有10-11個有孔的鱗片和26-27個有缺刻的鱗片，頸背及腹部無鱗，身體前部呈綠色，其餘部分透明，有8-9條淡橙色窄條紋，雌魚第一背鰭低於第二背鰭，雄魚則與第二背鰭高度相同，背鰭3個，背鰭硬棘16-17枚、背鰭軟條10-11枚、臀鰭硬棘1枚、臀鰭軟條21-22枚，體長可達3公分，成魚棲息在潟湖外礁淺灘，雌魚產附著性卵在藻類築的巢，雄魚會守護卵，幼魚為浮游性，生活習性不明。